# Turing-complet
Pour les articles homonymes, voir Turing.
En informatique et en logique, un système formel est dit complet au sens de Turing ou Turing-complet (par calque de l’anglais Turing-complete) s’il possède un pouvoir expressif au moins équivalent à celui des machines de Turing. Dans un tel système, il est donc possible de programmer n'importe quelle machine de Turing.
Cette notion est rendue pertinente par la thèse de Church, qui postule l’existence d’une notion naturelle de calculabilité. Ainsi, le pouvoir expressif des machines de Turing coïncide avec celui des fonctions récursives, du lambda calcul, ou encore des machines à compteurs.
Bien que certains modèles de calcul, appelés des hypercalculs, soient strictement plus expressifs que les machines de Turing, ces modèles sont des objets de spéculation (requérant par exemple d’effectuer une infinité d’opérations, ou de calculer sur l’ensemble des nombres réels) et l’on ignore s’ils sont physiquement réalisables. 
Dans ces conditions, la thèse de Church conjecture l’universalité du modèle de calcul des machines de Turing : tout système Turing-complet serait en fait équivalent aux machines de Turing.

## Langages de programmation Turing-complets
De même qu'un modèle de calcul, un langage informatique est dit Turing-complet s'il permet de représenter toutes les fonctions calculables au sens de Turing et Church (nonobstant la finitude de la mémoire des ordinateurs).
Certains auteurs prennent cette propriété pour définition d’un langage de programmation,, mais d'autres définitions peuvent être choisies.
Les langages de programmation usuels (C, Java…) sont Turing-complets car ils possèdent tous les ingrédients nécessaires à la simulation d'une machine de Turing universelle (compter, comparer, lire, écrire, etc.). Le langage C++ est également Turing-complet, et le sous-ensemble permettant la programmation générique (templates) l'est aussi[réf. nécessaire].
Le langage SQL, à l'origine non complet au sens de Turing, l'est devenu avec la norme SQL:1999 lui permettant d'écrire des requêtes récursives[réf. nécessaire].
Le langage LaTeX (issus du TeX), destiné à la composition de documents, est également Turing-complet.
Le langage HTML seul n'est pas Turing-complet, cependant il a été prouvé que le langage CSS (en version 3) permet de construire l'automate cellulaire élémentaire de code 110 (voir Rule 110 (en)), connu pour être universel au sens de Turing. Ces deux langages étant souvent indissociables, on peut conclure que le HTML+CSS est Turing-complet, et cette association en fait donc théoriquement un langage de programmation.
Un langage Turing-complet hérite des caractéristiques d'une machine de Turing. Par exemple, le problème de l'arrêt est indécidable, donc il est impossible d'écrire un programme qui dit si un programme arbitraire qu'on lui fournit se termine ou non.

## Langages qui ne sont pas Turing-complets
Certains langages dédiés au traitement de problèmes spécifiques ne sont pas Turing-complets. Système F, un formalisme de lambda calcul en est un exemple. Par ailleurs — par conception —, les langages totaux (en), où tous les calculs se terminent nécessairement (comme le langage Gallina de l'assistant de preuve Rocq), ne sont pas non plus Turing-complets. Cependant, ces derniers sont en pratique capables de calculer tout ce qui est intéressant,, en d'autres termes ils peuvent mettre en œuvre toutes les fonctions dont nous pourrions avoir besoin dans la vie pratique ; les calculs qui leur échappent, soit ont une complexité au-delà de l'imaginable et du réalisable, soit ne se terminent pas. La compilation doit alors démontrer la terminaison des programmes, ou nécessiter une interaction avec le programmeur pour certaines démonstrations, mais c'est le prix à payer pour une qualité de code qui est correcte par construction.

## Exemples en dehors des langages de programmation
Certains jeux et logiciels sont Turing-complets par accident, sans que leurs auteurs l'aient souhaité ou envisagé :
- Dwarf Fortress[10]
- Le jeu de la vie, un automate cellulaire[11]
- Magic : L'Assemblée[12]
- Minecraft[13]
- Factorio[14]
- PowerPoint[15]
- Habbo[16]
- Baba Is You[17]